# Turčianske Jaseno
Turčianske Jaseno es un municipio del distrito de Martin, en la región de Žilina, Eslovaquia, con una población estimada, a finales del año 2020, de 417 habitantes. 
Se encuentra ubicado al oeste de la región, cerca del curso alto del río Váh (cuenca hidrográfica del Danubio) y del parque nacional de Veľká Fatra.

## Demografía
| Año        | 1994 | 2004    | 2014    | 2024     |
| ---------- | ---- | ------- | ------- | -------- |
| Población  | 346  | 354     | 365     | 478      |
| Diferencia |      | +2,31 % | +3,10 % | +30,95 % |

| Año        | 2023 | 2024    |
| ---------- | ---- | ------- |
| Población  | 470  | 478     |
| Diferencia |      | +1,70 % |